# Риголато
Риголато (итал. Rigolato) —  коммуна в Италии, располагается в регионе Фриули-Венеция-Джулия, в провинции Удине.
Население составляет 568 человек (2008 г.), плотность населения составляет 21 чел./км². Занимает площадь 30 км². Почтовый индекс — 33020. Телефонный код — 0433.
Покровителями коммуны почитаются святые апостолы Иаков Старший и Филипп, празднование 25 июля.

## Демография
Динамика населения:

## Администрация коммуны
- Официальный сайт: http://www.comune.rigolato.ud.it/